# Route Adélie de Vitré 2013
La Route Adélie de Vitré 2013, diciottesima edizione della corsa e valida come evento del circuito UCI Europe Tour 2013 categoria 1.1, fu disputata il 29 marzo 2013, per un percorso totale di 197,8 km. Fu vinta dall'italiano Alessandro Malaguti, al traguardo con il tempo di 4h53'55" alla media di 40,37 km/h.
Al traguardo 34 ciclisti portarono a termine il percorso.

## Squadre partecipanti
| N.    | Cod. | Squadra                      |
| ----- | ---- | ---------------------------- |
| 1-8   | FDJ  | FDJ                          |
| 11-18 | SOJ  | Sojasun                      |
| 21-28 | COL  | Colombia                     |
| 31-38 | BSE  | Bretagne-Séché               |
| 41-48 | IAM  | IAM Cycling                  |
| 51-58 | EUC  | Team Europcar                |
| 61-68 | AND  | Androni Giocattoli-Venezuela |
| 71-78 | RVL  | RusVelo                      |

| N.      | Cod. | Squadra                    |
| ------- | ---- | -------------------------- |
| 81-88   | ALM  | AG2R La Mondiale           |
| 91-98   | COF  | Cofidis, Solutions Credits |
| 101-108 | TNN  | Team Novo Nordisk          |
| 111-118 | BIG  | BigMat-Auber 93            |
| 121-128 | LPM  | La Pomme Marseille         |
| 131-138 | NSP  | NSP-Ghost                  |
| 141-148 | RLM  | Roubaix-Lille Metropole    |
| 151-158 | DOL  | Doltcini-Flanders          |

## Ordine d'arrivo (Top 10)
| Pos. | Corridore           | Squadra        | Tempo    |
| ---- | ------------------- | -------------- | -------- |
| 1    | Alessandro Malaguti | Androni        | 4h53'55" |
| 2    | Jaŭhen Hutarovič    | AG2R La Mond.  | s.t.     |
| 3    | Justin Jules        | La Pomme Mar.  | s.t.     |
| 4    | Fabien Bacquet      | BigMat-Auber   | s.t.     |
| 5    | Omar Bertazzo       | Androni        | s.t.     |
| 6    | Julien Simon        | Sojasun        | s.t.     |
| 7    | Arnaud Gérard       | Bretagne-Séché | s.t.     |
| 8    | Andrea Peron        | Novo Nordisk   | s.t.     |
| 9    | Laurent Pichon      | FDJ            | s.t.     |
| 10   | Julien Bérard       | AG2R La Mond.  | s.t.     |